# Полищук, Кирилл Ананьевич
Полищук Кирилл Ананьевич (род. 11 сентября 1959) — украинский политик, кандидат технических наук (2004); Государственная авиационная администрация, заместитель председателя (январь 2008 — май 2009).

## Биография
Родился 11 сентября 1959 в Измаиле, Одесская область; жена Татьяна Ярославовна (1962); дочь Ирина (1987).
Получил образование в Ленинградской академии гражданской авиации (1980); инженер по управлению движением; кандидатская диссертация «Методы повышения эффективности системы организации воздушного движения» (Национальный транспортный университет, 2004).
Народный депутат Украины 4-го созыва с апреля 2002 до марта 2006 года, избирательный округ № 98, Киевская область, самовыдвижение. «За» 18,97 %, 20 соперников. На время выборов: генеральный директор Государственного предприятия обслуживания воздушного движения Украины «Украэрорух», беспартийный. Член фракции «Наша Украина» (15 мая 2002), член фракции «Единая Украина» (май — июнь 2002), член группы «Народовластие» (июнь 2002 — сентябрь 2003), внефракционный (сентябрь — декабрь 2003), член фракции «Регионы Украины» (декабрь 2003 — сентябрь 2005), член фракции Партии «Регионы Украины» (сентябрь — декабрь 2005). Член Комитета по вопросам строительства, транспорта, жилищно-коммунального хозяйства и связи (с июня 2002).
В марте 2006 года — кандидат в народные депутаты Украины от Блока НДП, № 17 в списке, член НДП.
- В 1980—1983 годах — диспетчер, старший диспетчер по управлению воздушным движением, в 1983—1986 годах — руководитель полетов Днепропетровского объединённого авиаотряда Управления гражданской авиации УССР.
- В 1987—1988 годах — старший диспетчер-инспектор, в 1989—1993 годах — заместитель начальника отдела движения Управления гражданской авиации Украины.
- В 1993—2002 годах — директор, генеральный директор Государственного предприятия обслуживания воздушного движения Украины «Украэрорух» («Стрела»).

Заместитель председателя ХДПУ (с ноября 2002).